# Geknobbelde tolhoren
De geknobbelde tolhoren (Gibbula magus) is een zeeslakkensoort die behoort tot de familie Trochidae.

## Beschrijving

### Schelpkenmerken
De schelp van Gibbula magus heeft 6-7 tamelijk bolle aan de bovenzijde geschouderde windingen. Op de afgeplatte bovenzijde van de winding staan knobbels. Er is een spitse top, een diepe, ronde navel en de mondopening is hoekig. De mondopening kan afgesloten worden met een aan het dier bevestigd rond hoornachtig operculum. De sculptuur van het schelpoppervlak bestaat uit fijne spiraallijntjes en op de periferie is een geprononceerde spiraalrib aanwezig.
De kleur van de schelp is geelwit met lichtroze tot lichtbruine tinten en een donkerder gevlamd vlekkenpatroon.

### Afmetingen
- Hoogte: 30 mm.
- Breedte: 35 mm.

(meestal kleiner)

### Habitat en levenswijze
Gibbula magus leeft op een modderig hard substraat zoals rotsen, keien en steenachtige bodems. De soort leeft beneden de laagwaterlijn tot op een waterdiepte van ongeveer 70 meter. De dieren voeden zich met algen en detritus.

### Areaal
Gibbula magus komt tegenwoordig voor in de Middellandse Zee en in de Atlantische Oceaan.
De soort leeft op de Engelse westkust maar komt niet in de Noordzee voor. De noordelijke grens in Het Kanaal ligt bij het Nauw van Calais.

### Fossiel voorkomen
Gibbula magus is in het Noordzeebekken fossiel alleen bekend uit het Eemien. Vondsten die in Nederland en België op het strand gedaan worden zijn vrijwel zeker altijd uit deze periode afkomstig.